# پرتره مادام رکامیه
پرتره مادام رکامیه (انگلیسی: Portrait of Madame Récamier) اثری هنری از ژاک لویی داوید، نقاش نامدار فرانسوی و از پیشگامان سبک نوکلاسیسیسم است که در سال ۱۸۰۰ طرح گردید.